# Lethe kanjupkula
Lethe kanjupkula är en fjärilsart som beskrevs av Robert Christopher Tytler 1914. Lethe kanjupkula ingår i släktet Lethe och familjen praktfjärilar. Inga underarter finns listade i Catalogue of Life.